# Black Wall Street Records
Black Wall street records anteriormente conocida como The Black Wall street records es una compañía de rap formada por Game y su medio hermano Big Fase 100.El nombre está adaptado al nombre del barrio de Greenwod en Tulsa, Oklahoma.Durante 1920 era lugar de muchos negros millionarios conocidos por sus negocios.

## Historia
Después de dejar la compañía de 50 Cent G-Unit Records, Game empezó a buscar y trabajar en solitario e independientemente, finalmente logró crear la compañía con apoyo de su medio hermano Big Fase 100.Por problemas personales el joven Fase dejó la compañía, aunque aun la sigue administrando con sus negocios "legales" de pandillero.La compañía no ha sacado un álbum oficial solo las series de Mixtapes de Game, Volúmenes BWS radio y BWS Street Journal.

## Artistas
Estos son los artistas firmados bajo el sello de Black Wall street records.
- Game.Afthermath Entertainment, Star Track entertainment, Interscope Records
- Juice.Black Wall Street Records, Warner Bros. Records
- Clyde Carson
- X.O.
- Caine.Black Wall Street Records, Warner Bros. Records
- Eastwood
- L.A. Goon
- Kumasi
- C-Los

## Discografía como compáñia
- The Black Wall Street Journal Vol. 1
- BWS Radio Vol. 1[15]
- Black Wall Street Radio Vol. 2
- BWS Radio Vol. 3 (Free Game)
- BWS Radio Vol. 4 (The Black Wall Street Takeover)
- BWS Radio 5 (The Westcoast King Lives On)
- BWS Radio 6 (Code Red) (Level Six)

Solitario
- The R.E.D Album por Game 2010
- Death Certificate por Juice 2009
- Position of Power por juice 2010
- 'The Anticipated' por Juice Por ser anunciado.

- Datos: Q970709